# Jōyō kanji
Jōyō kanji (japanska: 常用漢字, ungefär "kanji för allmänt bruk", även romaniserat jouyou kanji) kallas den lista på 2 136 kanji som det japanska utbildningsdepartementet har lagt fram för att läras ut i undervisningen. Listan skapades år 1981 och bestod då av 1 945 tecken. År 2010 reviderades listan, man lade då till 196 nya tecken och tog bort 5 tecken.
Av dessa är 1 026 tecken så kallade kyōiku kanji (教育漢字), avsedda att läras ut i grundskolan (årskurs 1-6), medan resterande 1 110 tecken lärs ut i årskurs 7-9.